# Bahnhof Hasbergen (Kr Osnabrück)
Der Bahnhof Hasbergen (Kr Osnabrück) liegt in der Gemeinde Hasbergen südwestlich von Osnabrück an der Bahnstrecke nach Münster (Westfalen). Täglich verzeichnet der Bahnhof 550 Reisende (Stand 2012).

## Geschichte

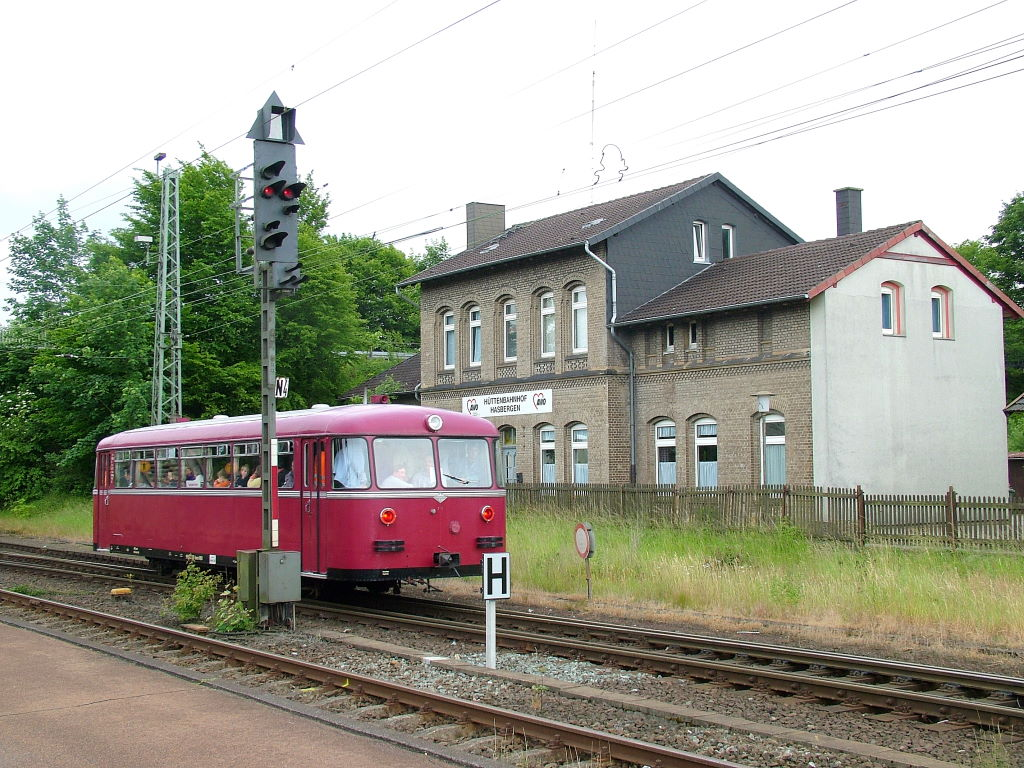
Der ehemalige Bahnhof der Georgsmarienhütten-Eisenbahn mit einem Sonderzug

Hasbergen erhielt erstmals im Jahr 1870 mit der Eröffnung des Streckenabschnittes nach Osnabrück durch die Cöln-Mindener Eisenbahn-Gesellschaft (CME) einen Anschluss an das Eisenbahnnetz. Etwa gleichzeitig wurde auch die Bahnstrecke Georgsmarienhütte–Hasbergen fertig gestellt. Südwestlich des Ortes treffen beide Strecken aufeinander, hier errichteten die beteiligten Gesellschaften (CME und der GMBHV) zunächst in unmittelbarer Nachbarschaft jeweils eigene Bahnhöfe, weiter westlich entstanden aber auch Gleisanlagen, die den Austausch von Wagen zwischen den Bahngesellschaften ermöglichten. Neben dem bescheidenen Personenverkehr diente der Bahnhof daher von Beginn an vor allem der Erreichbarkeit der Georgsmarienhütte für Eisenerze und Kohlen sowie dem Versand der dort gefertigten Produkte. Zunächst wurde auch der Streckenabschnitt nach Osnabrück als Inselbetrieb mit Fahrzeugen der Georgsmarienhütten-Eisenbahn betrieben. Im September 1871 wurde auch der weitere Abschnitt der CME-Strecke zwischen Hasbergen und Münster eröffnet und die CME übernahm den Betrieb in Eigenregie.
Ab 1887 errichtete der GMBHV die Perm-Bahn zwischen dem Hasbergener Bahnhof und der Zeche Perm, die ebenfalls der Erzversorgung der Georgsmarienhütte diente, aber ab 1889 auch Personenverkehr aufwies. Nach der Stilllegung der Zeche wurde die Perm-Bahn im Jahr 1926 ebenfalls stillgelegt.
Im Zweiten Weltkrieg war Osnabrück wiederholt Ziel alliierter Luftangriffe, was die Deutsche Reichsbahn veranlasste, Umgehungsmöglichkeiten des Osnabrücker Hauptbahnhofes zu schaffen. Eine dieser Umgehungskurven wurde auf dem nördlichen Teil der ehemaligen Perm-Bahn von Hasbergen nach Velpe angelegt und 1944 bis 1946 im Personen- und Güterverkehr betrieben. Im Jahr 1949 wurde diese Trasse abgebaut.
Mit der Einstellung des Personenverkehrs auf der Bahnstrecke zur Georgsmarienhütte im Jahre 1978 wurde der auf der Südseite der Gleisanlagen befindliche alte Personenbahnhof dieser Bahn überflüssig und der Bahnsteig stillgelegt.
In den Jahren 2010 und 2011 wurde das ehemalige Empfangsgebäude des Bahnhofes kernsaniert. Seit 2011 wird es als Bürogebäude genutzt. Der Hüttenbahnhof auf der südlichen Seite wurde von der örtlichen Arbeiterwohlfahrt übernommen.
Im Zuge der Umbaumaßnahmen wurde auch der angrenzende Bahnhofsvorplatz vollständig ausgekoffert und neu angelegt.
Im Dezember 2022 wurde damit begonnen, den Bahnhof im Rahmen des Programms „Niedersachsen ist am Zug! III“ zu modernisieren. Dabei wurden 7,9 Millionen Euro investiert. Die Erneuerung sollte im Sommer 2024 abgeschlossen sein. Aufgrund eines Planungsfehler verblieb auf unbestimmte Zeit eine 120 Meter lange Lücke am Bahnsteig 1.

## Heutige Bedeutung
Der Bahnhof Hasbergen wird heute von der Regionalbahn-Linie 66 und seit 15. Dezember 2019 vom Rhein-Haard-Express (RE2) angefahren, die jeweils im Stundentakt zwischen den Hauptbahnhöfen von Osnabrück und Münster verkehren. Der RE2 verbindet Hasbergen zusätzlich mit dem Ruhrgebiet und dem Niederrhein sowie dem Düsseldorfer Flughafen, um nachfolgend im dortigen Hauptbahnhof zu enden. Die Linie RB 66 wurde seit Dezember 2007 bis Dezember 2017 im Rahmen des Teutoburger-Wald-Netzes von der Westfalenbahn betrieben, welche hier Fahrzeuge vom Typ Stadler Flirt einsetzt. IC- und ICE-Zügen der Relation Ruhrgebiet–Hamburg durchfahren den Bahnhof ohne Halt.
Für Güterzüge dient der Bahnhof Hasbergen weiterhin dem Verkehr mit der Georgsmarienhütte, die aus/in Richtung Osnabrück hier einen Fahrtrichtungswechsel vollziehen müssen, wozu größere Gleisanlagen vorhanden sind.
In Hasbergen bestehen drei Bahnsteiggleise. Der Hausbahnsteig befindet sich am durchgehenden Hauptgleis nach Münster, an einem Mittelbahnsteig liegen das durchgehende Hauptgleis nach Osnabrück und ein Überholgleis.
Das ehemalige DB-Bahnhofsgebäude wurde an die Gemeinde Hasbergen verkauft und im Jahr 2011 vollständig restauriert. Seitdem ist der Bahnhof mit seinen Sandsteinfassaden wieder ein Blickpunkt im Ortsbild. Das Umfeld des Bahnhofs wurde mit Park-and-Ride-Plätzen ausgestattet. Oberhalb vor dem Bahnhof befindet sich eine Bushaltestelle der Verkehrsgemeinschaft Osnabrück an der Tecklenburger Straße. Ca. 300 m entfernt entstand zudem ein neuer zentraler Bushaltepunkt, wo Linien Richtung Osnabrück und Hagen am Teutoburger Wald verkehren.
| Linie | Linienverlauf | Takt   | Betreiber |
| ----- | --- | ------ | --------- |
| RE 2  | Rhein-Haard-Express: Osnabrück Hbf – Hasbergen – Natrup-Hagen (zweistdl.) – Lengerich (Westf) – Kattenvenne (zweistdl.) – Ostbevern – Westbevern – Münster (Westf) Hbf – (Münster-Albachten – Senden-Bösensell – Nottuln-Appelhülsen – Buldern –)* Dülmen – (Sythen –)* Haltern am See – (Marl-Sinsen –)* Recklinghausen Hbf – (Recklinghausen Süd –)* Wanne-Eickel Hbf – Gelsenkirchen Hbf – Essen Hbf – Mülheim (Ruhr) Hbf – Duisburg Hbf – Düsseldorf Flughafen – Düsseldorf Hbf * Halt nur einzelner Züge im Nachtverkehr Stand: Fahrplanwechsel Dezember 2023 | 60 min | DB Regio  |
| RB 66 | Teuto-Bahn: Osnabrück Hbf – Hasbergen – Natrup-Hagen – Lengerich (Westf) – Kattenvenne – Ostbevern – Westbevern – Münster (Westf) Hbf Stand: Fahrplanwechsel Dezember 2021 | 60 min | Eurobahn  |